# V399 Carinae
Désignations
Cet article concerne P Carinae (avec un P majuscule). Pour p Carinae (avec un p minuscule), voir PP Carinae
V399 Carinae (en abrégé V399 Car), aussi connue comme P Carinae (P Car) et 195 G. Carinae, est une étoile variable de la constellation de la Carène.
Il s'agit d'une supergéante lumineuse, à qui l'on a attribué divers types spectraux compris entre A5 et F0. L'étoile est plus de 300 000 fois plus lumineuse que le Soleil et sa magnitude absolue est estimée à -8,8. Son spectre est décrit comme possédant un continuum non-photosphérique et des raies d'absorption du silicium, ce qui indique que l'étoile perd de la masse à un taux élevé.
V399 Carinae est depuis longtemps une étoile variable suspectée. Sa luminosité varie entre les magnitudes +4,63 et +4,72. Une étude de 1981 portant sur les étoiles supergéantes jaunes associe les observations de la variabilité de V399 Car à une courbe de lumière d'une variable de type céphéide, avec une période de 58,8 jours, bien que la luminosité et le type spectral de l'étoile ne la placent pas dans la bande d'instabilité des céphéides. Dans la version de 1985 du General Catalogue of Variable Stars (GCVS), elle a été cataloguée comme une possible céphéide classique (de type δ Cep). Des observations ultérieures ont permis d'affiner sa période à 47,25 jours. Le catalogue Hipparcos a quant à lui classé V399 Car comme une étoile variable semi-régulière avec une période de 88 jours et une amplitude moyenne de 0,04 magnitude. Une classification automatisée effectuée avec la photométrie d'Hipparcos en 2011 a quant à elle suggéré que l'étoile est une variable de type α Cygni, et dans la version de 2015 du GCVS, elle est répertoriée en tant que telle.
V399 Carinae réside parmi les étoiles de l'amas ouvert IC 2581, dont elle est de loin le membre le plus lumineux. La probabilité qu'elle en soit effectivement membre est de 62,9 %, et si c'est bien le cas, alors elle est distante d'environ ∼ 7 500 a.l. (∼ 2 300 pc) de la Terre.